# ZY (satellite)
Pour les articles homonymes, voir ZY.

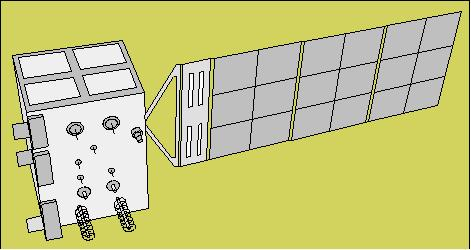
Dessin du satellite ZY-1

ZY (abréviation de Ziyuan c'est-à-dire ressource en chinois) est une famille de satellites d'observation de la Terre optiques développés par la Chine. Elle regroupe plusieurs générations de satellites aux caractéristiques très différentes. Les premiers satellites ont été développés en coopération avec le Brésil.

## ZY-1: les satellites sino-brésiliens CBERS (1999-)
Cinq satellites de type ZY-1 ont été développés conjointement par le Brésil et la Chine sous l'appellation CBERS (China Brazil Earth Resources Satellite). Un sixième satellite, ZY-1 02C, a des caractéristiques identiques mais est doté  d'instruments chinois et n'est exploité que par la Chine. Un septième satellite développé en coopération avec le Brésil doit être lancé en 2016.

## ZY-2: satellites de reconnaissance à haute résolution (2000-2004)
Les trois satellites de type ZY-2  lancés entre 2000 et 2004 annoncés comme des satellites à usage civil ont été identifiés par la suite comme des satellites de reconnaissance militaire et sont désormais connus sous l'appellation Jianbing-3. Il s'agit des premiers satellites de reconnaissance militaires chinois à haute résolution. La résolution en lumière visible est de 2 mètres et celle en infrarouge est d'une douzaine de mètres.

## ZY-3: premiers satellites civils à haute résolution (2012-)
La série ZY-3 comporte les premiers satellites d'observation de la Terre civils chinois à haute résolution. Le premier satellite a été lancé en 2012 et le second devrait l'être fin 2014.